# Hohelucht
Hohelucht ist ein Stadtteil von Varel im Landkreis Friesland in Niedersachsen.

## Lage
Der Ort befindet sich südöstlich des Kernbereichs von Varel und liegt an der Kreisstraße K 108 zwischen Varel und Jaderberg.

## Geschichte
Hohelucht war bis zum 30. Juni 1972 Teil der Gemeinde Varel-Land.

## Windpark Hohelucht
Seit 2011 gibt es in Hohelucht einen Windpark mit drei Windenergieanlagen vom Typ Enercon E-82. Die drei vorhandenen Anlagen wurden im Jahre 2011 errichtet und in Betrieb genommen. Eine baugleiche vierte Windenergieanlage kam 2014 hinzu.